# Wicina
Wicina (niem. Witzen) – wieś w Polsce położona w województwie lubuskim, w powiecie żarskim, w gminie Jasień.
W latach 1975–1998 miejscowość administracyjnie należała do województwa zielonogórskiego.

## Zabytki
Do wojewódzkiego rejestru zabytków wpisany jest:
- kościół ewangelicki, obecnie rzymskokatolicki parafialny pod wezwaniem Najświętszego Serca Jezusa, neogotycki z lat 1862-65

inne zabytki:
- osada obronna kultury łużyckiej z okresu halsztackiego.